# 弥谤索朗旺秋札巴朗杰巴桑
弥谤索朗旺秋札巴朗杰巴桑（藏語：མི་ཕམ་བསོད་ནམས་དབང་ཕྱུག་གྲགས་པ་རྣམ་རྒྱལ་དཔལ་བཟང，威利转写：mi pham bsod nams dbang phyug grags pa rnam rgyal dpal bzang，?—?），17世纪初西藏帕竹政权（1354年到17世纪早期）第司（阐化王），他是末代第司。
弥谤索朗旺秋札巴朗杰巴桑是前统治者噶举·朗巴嘉哇的长子。他在1600年左右继承了父亲。1601年，他派了一个代表团来到蒙古迎接年轻格鲁派第四世达赖喇嘛云丹嘉措（蒙古王子，乞庆哈的孙子）到西藏。帕竹政权长期以来，一直被其他的政治宗教中心（仁蚌巴、藏巴汗）架空。此时，在17世纪的早期，帕竹政权的权威在前藏（乌思、卫，西藏东部地区）有所恢复。这是由于他们和格鲁派保持良好的联系。此时的主要政治分歧在蒙古支持的格鲁派和藏巴王朝支持的噶玛巴之间。帕竹政权和格鲁派领导人达赖喇嘛保持传统友好。
1611年，明朝颁给乌思藏阐化王贡使坚锉朵尔等十五名各缎、绢、银、钞。1617年，乌思藏阐化王派国师锁南坚参等一千名向明神宗进献珊瑚、氆氇等物。万历帝给赴京并在边番僧各贡赏绢、钞。1618年，乌思藏阐化王派番僧三旦朵尔只等一十五名，向明朝进献珊瑚、犀角、氆氇等物。

帕竹政权的地位仍然是脆弱的。在1610年帕竹军队突袭拉萨山谷，这引发了藏巴王朝的迅速报复。藏巴王朝从基地后藏（藏，西藏西部地区），多次入侵前藏。1616年,他征服契硕（Kyishod）区域接近拉萨，征服帕竹首府乃东。之后，前藏后藏大多数地区属于藏巴王朝的彭措南杰，他成为西藏的真正的统治者。1618年藏巴王朝入侵了拉萨，格鲁派在卫藏失去了他们最重要的寺庙。弥谤索朗旺秋札巴朗杰巴桑情况模糊，但是幸存下来了。1635年，格鲁派-夏玛巴斗争中，他被赶出拉萨。第五世达赖喇嘛的著作说，他在1643年仍然活着。无论如何，1642年达赖喇嘛借助固始汗战胜藏巴汗的时候，帕竹政权是一个过去的政权。1657年，清世祖下诏书给达赖喇嘛，让阐化王把明朝赐予的印信交给达赖喇嘛甘丹颇章的第巴：
朕自即位以来，阐化王曾三遣人进贡，每次约千人，因其归化效力，诚捆可嘉，故两踢敕印以示奖劝。今复遣坚错那卜来贡，兼持旧玉印一颗，并故明所给敕书求换。及览该部奏称：阐化王原系图白忒国主，后为图白忒藏巴汗所破，隶其属下。明季藏巴汗又为厄鲁特国顾实汗所破，以阐化王给与达赖喇嘛转给第巴，阐化王遂于达赖喇嘛处授格隆萨喜尔为喇嘛，第巴因为阐化王敕印，遂以边内安岛人为阐化王人，遣之以来。及问及来使坚错那卜等，言阐化王久隶第巴。而此次奏章复言皆为阐化王所奏，贡赋亦称阐化王。夫阐化王即属第巴，而屡次进贡仍称阐化王原名，今番进贡请换赖印，又不奏明，前后甚属不符。可将原委具实备书，付存问使人两喇布喇嘛萨木坦格隆具奏。